# Shunsuke Kiyokiba
Shunsuke Kiyokiba (清木場俊介 Kiyokiba Shunsuke?,  11 de enero, 1980) es un cantante japonés originario de la ciudad de Ube al interior de la Prefectura de Yamaguchi, Japón.

## Historia
Al ser descubierto pot ejecutivos de Avex en su Yamaguchi natal, Shunsuke fue escogido para participar en la banda de chicos cantantes/bailarines llamada J Soul Boys.
Posteriormente ellos cambiaton su nombre a EXILE, y debutó musicalmente en el 2001 como vocalista bajo el apodo de SHUN.
El 19 de enero del 2005 lanzó su sencillo debut como solista titulado "Itsu ka...", y también formando parte de un álbum tributo para Yutaka Ozaki; comienza a utilizar como nombre artístico su verdadero nombre. En el mes de octubre de este mismo año lanza su primer álbum como solista.
El 27 de marzo del 2006 se anunció su salida definitiva de EXILE para dedicarse por completo a su carrera en solitario. En septiembre del 2007 edita su segundo álbum de estudio, "IMAGE", donde fueron incluidos sus sencillos de este año y el anterior.

## Discografía

### Álbumes
1. Kiyokiba Shunsuke (清木場俊介?) (19 de octubre de 2005)
2. IMAGE (5 de septiembre de 2007)
3. Rockin' the Door (8 de julio de 2009)
4. FLYING JET (3 de septiembre de 2009)
5. ROCK & SOUL (24 de noviembre de 2010)
6. LOVE SONG ~BALLAD SELECTION~ (7 de diciembre de 2011)
7. FIGHTING MEN (6 de febrero de 2013)
8. MY SOUNDS (10 de septiembre de 2014)
9. FACT (16 de septiembre de 2015)
10. REBORN (29 de marzo de 2017)

### Sencillos
1. Itsu ka... (いつか・・・?) (19 de enero de 2005)
2. Sayonara Itoshii Hito yo (さよなら愛しい人よ･･･?) (3 de agosto de 2005)
3. Ningen Jarō ga!/Sayonara no Uta (人間じゃろうが！/さよならの唄…。?) (29 de marzo de 2006)
4. believe/Boku no Mainichi (believe/僕の毎日?) (2 de agosto de 2006)
5. Tengoku wa Matte Kureru (天国は待ってくれる?) (7 de febrero de 2007)
6. Itsukakan......Bakkure you (五日間……バックレよう?) (18 de julio de 2007)
7. Saigo no Yoru (最後の夜?) (18 de julio de 2007)
8. SAKURA (12 de diciembre de 2007)
9. Ai no Katachi (愛のかたち?) (6 de febrero de 2008)
10. Ima. (今。?) (23 de abril de 2008)
11. JET (2 de septiembre de 2009)
12. Mahou no Kotoba (魔法の言葉?) (29 de septiembre de 2010)
13. Yale (エール?) (27 de octubre de 2010)
14. Sakurairo Maukou/Melody (桜色舞うこう/メロディ?) (23 de noviembre de 2011)
15. Fighting Man (29 de agosto de 2012)
16. again (28 de noviembre de 2012)
17. Shiawase na Hibi wo Kimi To (幸せな日々を君と?) (21 de mayo de 2014)
18. ROCK STAR (23 de julio de 2014)
19. Kiseki (軌跡?) (24 de junio de 2015)
20. Kagerou: Kagerou (蜉蝣 ～カゲロウ?) (19 de agosto de 2015)
21. Tomo e (友へ?) (8 de febrero de 2017)

### Otros
- ”GREEN” A TRIBUTE TO YUTAKA OZAKI (24 de marzo de 2004)
Donde Shunsuke realizó un cover de "Futatsu no Kokoro" originalmente de Ozaki.
- Kiyokiba Shunsuke LIVE "Matsuri" (清木場俊介 LIVE "祭"?) (20 de diciembre de 2006)

### DVD
- Kiyokiba Shunsuke LIVE TOUR 2006 "Soreyuke! Ossan Shōnen no Tabi" (清木場俊介 LIVE TOUR 2006 ”それ行け！ オッサン少年の旅”?) (28 de marzo de 2007)
- Kiyokiba Shunsuke VIDEO CLIPS (清木場俊介 VIDEO CLIPS?) (6 de febrero de 2008)
- Kiyokiba Shunsuke LIVE TOUR 2007

"Madamada! Ossan Shonen no Tabi"
OSSAN BOY'S TOUR BACK AGAIN (清木場俊介 LIVE TOUR 2007
“まだまだ! オッサン少年の旅” OSSAN BOY’S TOUR BACK AGAIN?) (5 de marzo de 2008)
- Kiyokiba Shunsuke LIVE TOUR 2008 Rock & Soul Nippon Budoukan (清木場俊介 Live Tour 2008 Rock & Soul日本武道館?)	 (27 de agosto de 2008
- Kiyokiba Shunsuke LIVE TOUR 2008-2009 Rock & Soul II (清木場俊介 Live Tour 2008-2009 Rock & Soul II?) (18 de marzo de 2009)
- Otoko Matsuri 2009 Uijin -2009.11.20 Akasaka Blitz (-2009年11月29日　赤坂BLITZ-?) (5 de mayo de 2010)
- Nippon Budokan -2010.1.31 FLYING JET TOUR 2009-2010 Tour Final- (-2010年1月31日　FLYING JET TOUR 2009～2010 TOUR FINAL-?) (9 de junio de  2010)
- Documentary Music Video Ube Sanbusaku Kanzen Ban (ドキュメンタリー・ミュージックビデオ 宇部三部作 完全版?) (25 de junio de 2011)
- Nippon Budokan -2011.4.24 ROCK & SOUL 2010-2011 TOUR FINAL- (日本武道館 -2011年4月24日 ROCK & SOUL 2010-2011 TOUR FINAL-?) (27 de julio de 2011)
- Otoko Matsuri 2011 (男祭 2011?) (4 de marzo de 2012)
- ROCK&SOUL 2013 "FIGHTING MEN" TOUR FINAL 2013.7.13 at Osaka-Jo Hall (ROCK&SOUL 2013 "FIGHTING MEN" TOUR FINAL 2013.7.13 at大阪城ホール?) (17 de diciembre de 2013)
- 10th Anniversary Acoustic Live "MY SOUNDS" 2014.5.6 at TOKYO DOME CITY HALL	September (10 de septiembre  de 2014)
- ROCK&SOUL 2014 "MY SOUNDS" TOUR FINAL 2014.12.14 at Tokyo International Forum Hall A (ROCK&SOUL 2014 "MY SOUNDS" TOUR FINAL 2014.12.14 at 東京国際フォーラム ホールA?) (18 de marzo de 2015)
- Otokomatsuri 2015 "Crazy Jet" 2015.5.5 at Tsutaya O-East (男祭2015 "CRAZY JET" 2015.5.5 at TSUTAYA O-EAST?)	September (16 de septiembre de 2015)
- ROCK&SOUL 2015 "FACT" 2015.12.13 at Tokyo International Forum Hall A (ROCK&SOUL 2015 “FACT” 2015.12.13 at 東京国際フォーラム ホールA?) (16 de marzo de 2016)
- LIVE HOUSE TOUR「RUSH」 2016.9.24 at YOKOHAMA Bay Hall (8 de febrero de 2017)
- CHRISTMAS CONCERT 2016 「WHITE ROCK III」 (29 de marzo de 2018)
- LIVE HOUSE TOUR 2017 "ONE ROAD" at Zepp DiverCity (5 de marzo de 2018)
- 男祭2017 "LIVE OR DIE" at KAWASAKI CLUB CITTA (5 de marzo de 2018)